# Raphaël de Bauer
Raphaël de Bauer, né à Buttenwiesen (royaume de Bavière) le 25 août 1843 et mort à Bruxelles le 10 janvier 1916, est un banquier et homme d'affaires belge.

## Biographie
Originaire de Bavière, Raphaël de Bauer s'installe en Belgique au début des années 1860. Il épouse en 1867 Alice Lambert, fille du banquier Samuel Lambert.
En 1879, il obtient de l'empereur François-Joseph Ier d'Autriche une concession  de noblesse, avec titre de chevalier. Il est naturalisé belge en 1883, et obtient son introduction dans la noblesse belge, avec titre de chevalier, en 1885.

### Carrière
Raphaël de Bauer effectue toute sa carrière dans le domaine de la banque et des finances internationales et coloniales ; il ne fondera jamais sa propre entreprise, mais joue un rôle important à la tête de nombreuses institutions financières belges et européennes.
Agréé comme consul général d'Autriche-Hongrie à Bruxelles (1868), Raphaël de Bauer joue au début de sa carrière un rôle d'intermédiaire entre Bruxelles et Vienne dans le cadre du financement des premières grandes lignes internationales de chemin de fer. 

#### Employé de laBanque Bishoffsheim de Hirsch
À la fin des années 1860, Raphaël de Bauer travaille au sein de la Banque Bischoffsheim de Hirsch, créée par Jonathan-Raphaël Bischoffsheim et Maurice de Hirsch, où il mène des affaires entre Bruxelles et Vienne. La Banque Bischoffsheim de Hirsch est mise en liquidation en 1870, et absorbée par la Banque de crédit et de dépôt des Pays-Bas, dont Raphaël de Bauer devient le directeur, avec Georges Montefiore-Levi.

#### Directeur de laBanque de Paris et des Pays-Bas à Bruxelles(1872)
La Banque de crédit et de dépôt des Pays-Bas fusionne en 1872 avec la Banque de Paris, pour former la Banque de Paris et des Pays-Bas : l'objectif est de souscrire au deuxième emprunt que le gouvernement français lance cette année-là afin de payer à la Prusse les 5 milliards de francs-or qu'elle exige pour la libération des territoires occupés après la défaite française de 1871. 
Raphaël de Bauer est nommé directeur de la succursale belge de la Banque de Paris et des Pays-Bas. En 1874, il prend part aux tractations menées par le roi Léopold II pour l'acquisition des îles Philippines.

#### Fondation de laBanque belge des chemins de fer(1894)
En 1894, avec son gendre Auguste Léon, Raphaël de Bauer regroupe les affaires ferroviaires de la Banque de Paris et des Pays-Bas, en créant la Banque belge des chemins de fer, avec la participation de banquiers autrichiens et allemands ; le directeur de la banque est Auguste Léon, qui ouvre un bureau à Bruxelles et un autre à Vienne.

#### Fondation de laSociété d'études pour le chemin de fer de Hankow à Pékin(1897)
En 1895, Raphaël de Bauer entre au conseil d'administration de la Banque de Paris et participe à la fondation de la Société d'études pour le chemin de fer de Hankow à Pékin (1897) par la Société générale de Belgique, la Banque de Paris, et des capitaux belges et nord-américains. Une partie importante des voies ferroviaires et du matériel roulant de cette ligne de 1 300 km entre Pékin et Hankou est fourni par des entreprises belges et françaises.

#### Fondation de laBanque d'Outremer(1899)
En 1899, Raphaël de Bauer représente la succursale belge de la Banque de Paris dans la formation de la Banque d'Outremer, à laquelle participent la Société générale de Belgique, et des banques belges, allemandes et françaises ; le baron Léon Lambert, beau-frère de Raphaël de Bauer, en est le président, et Albert Thys, l'administrateur délégué. 

#### Fondation de laCompagnie internationale d'Orient(1900)
En 1900, Raphaël de Bauer joue un rôle d'intermédiaire entre la Banque de Paris, la Banque d'Outremer, le ministre belge des affaires étrangères et le roi Léopold II pour la création, avec une cinquantaine de participants, de la Compagnie internationale d'Orient, dont l'objet est l'étude et la réalisation de projets financiers, industriels, commerciaux en Orient, et surtout en Chine.

#### Fondation de laBanque du Congo belge(1909)
En 1909, quelques mois après l'annexion de l'État indépendant du Congo par la Belgique,  la Banque d'Outremer et la Banque de Paris fondent la Banque du Congo belge, destinée à émettre des billets de banque et traiter d'affaires commerciales au Congo belge, mais aussi au Congo français. Raphaël de Bauer fait partie du conseil d'administration de la Banque du Congo belge.